# مرکز تحقیقات و آموزش دانشگاهی در انسان‌شناسی

لگوی مرکز

مرکز تحقیقات و آموزش دانشگاهی در انسان‌شناسی (به انگلیسی: Center for Academic Research and Training in Anthropogeny)، مرکزی در دانشگاه کالیفرنیا (سن دیگو) است که به‌طور رسمی در سال ۲۰۰۸ تأسیس شد، همکاری بین اعضای هیئت علمی پردیس اصلی دانشگاه کالیفرنیا (سن دیگو)، دانشکده پزشکی دانشگاه کالیفرنیا، سن دیگو، مؤسسه مطالعات زیست‌شناسی سالک و دانشمندان علاقه‌مند در سایر مؤسسات از سراسر جهان است.